# Francisque Delmas
Pour les articles homonymes, voir Delmas et Jean-François Delmas.

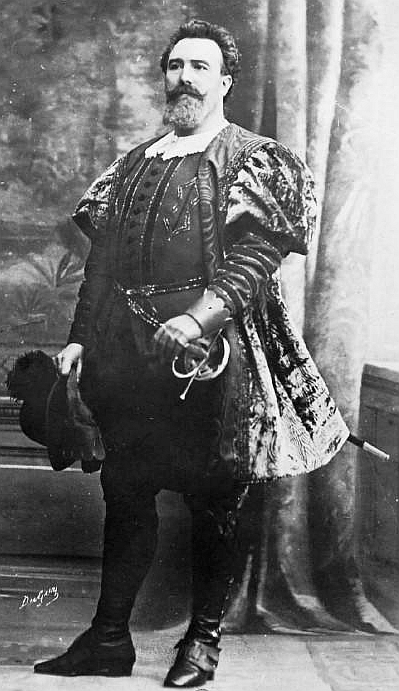
Francisque Delmas dans Patrie ! d'Émile Paladilhe en 1907.

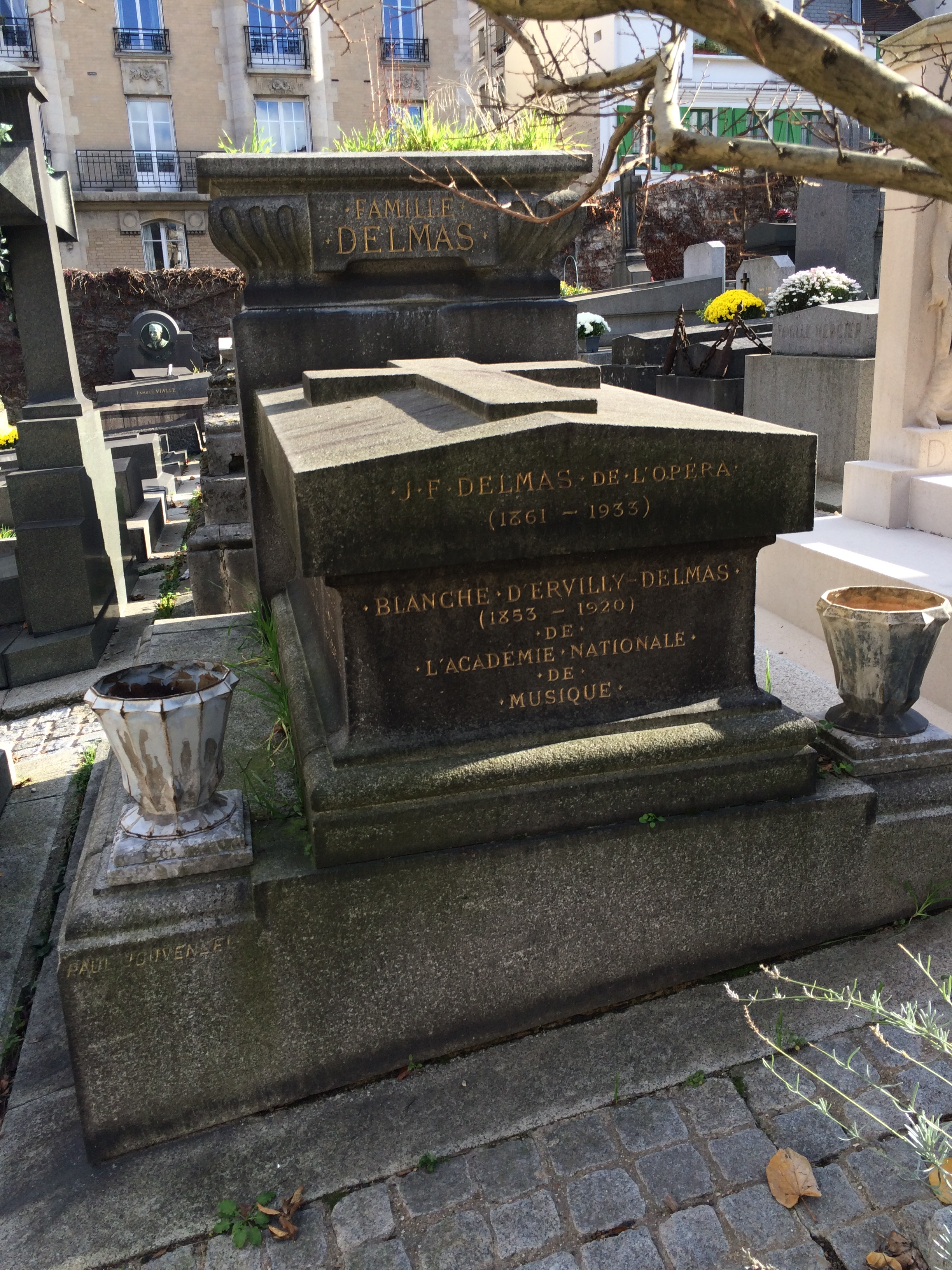
Tombe de Francisque Delmas au cimetière Saint-Vincent à Paris.

Jean-François Delmas, dit Francisque Delmas ou Jean-Francisque Delmas, né à Lyon le 14 avril 1861 et mort à Saint-Alban-de-Montbel en Savoie le 27 septembre 1933, est un baryton-basse français.

## Carrière
À la sortie du Conservatoire de Paris, où il étudia avec Bussine et Obin, il débute à l'Opéra le 28 septembre 1886 dans le rôle de Saint-Bris dans Les Huguenots de Meyerbeer. 
Délaissant une carrière internationale, il reste fidèle pensionnaire du Palais Garnier où il chante plus de 60 rôles. Il est à la création d'une quarantaine d'opéras contemporains, plus ou moins oubliés, dont principalement Le Mage (1891), Thaïs (1894) de Massenet et Monna Vanna (1909) de Henry Février, et des premières telles Salammbô de Reyer (1901), Siegfried de Richard Wagner le 3 janvier 1902, Roméo et Juliette de Gounod, Ariane et Barbe-Bleue de Dukas, Patrie ! de Émile Paladilhe ou L'Étranger de Vincent D'Indy. Il est aussi un remarquable Don Juan, Mephistopheles et Antar.
De par sa voix puissante et sa tessiture de baryton-basse, il est un interprète wagnérien admiré, spécialement dans les rôles de Wotan (la tétralogie), Gurnemanz (Parsifal), Hans Sachs (Les Maîtres Chanteurs de Nuremberg). 
Il quitte l'Opéra en 1928.
Il est enterré, avec son épouse la soprano Blanche d'Ervilly (1853-1920), au cimetière Saint-Vincent à Montmartre (division 10).

## Distinctions
- Chevalier de la Légion d'honneur (1900)[6]
- Officier de l'Instruction publique (Officier de l'Instruction publique)
- Chevalier de l'ordre du Mérite agricole